# Раурис
Раурис (нем. Rauris) — ярмарочная коммуна (нем. Marktgemeinde) в Австрии, в федеральной земле Зальцбург. 

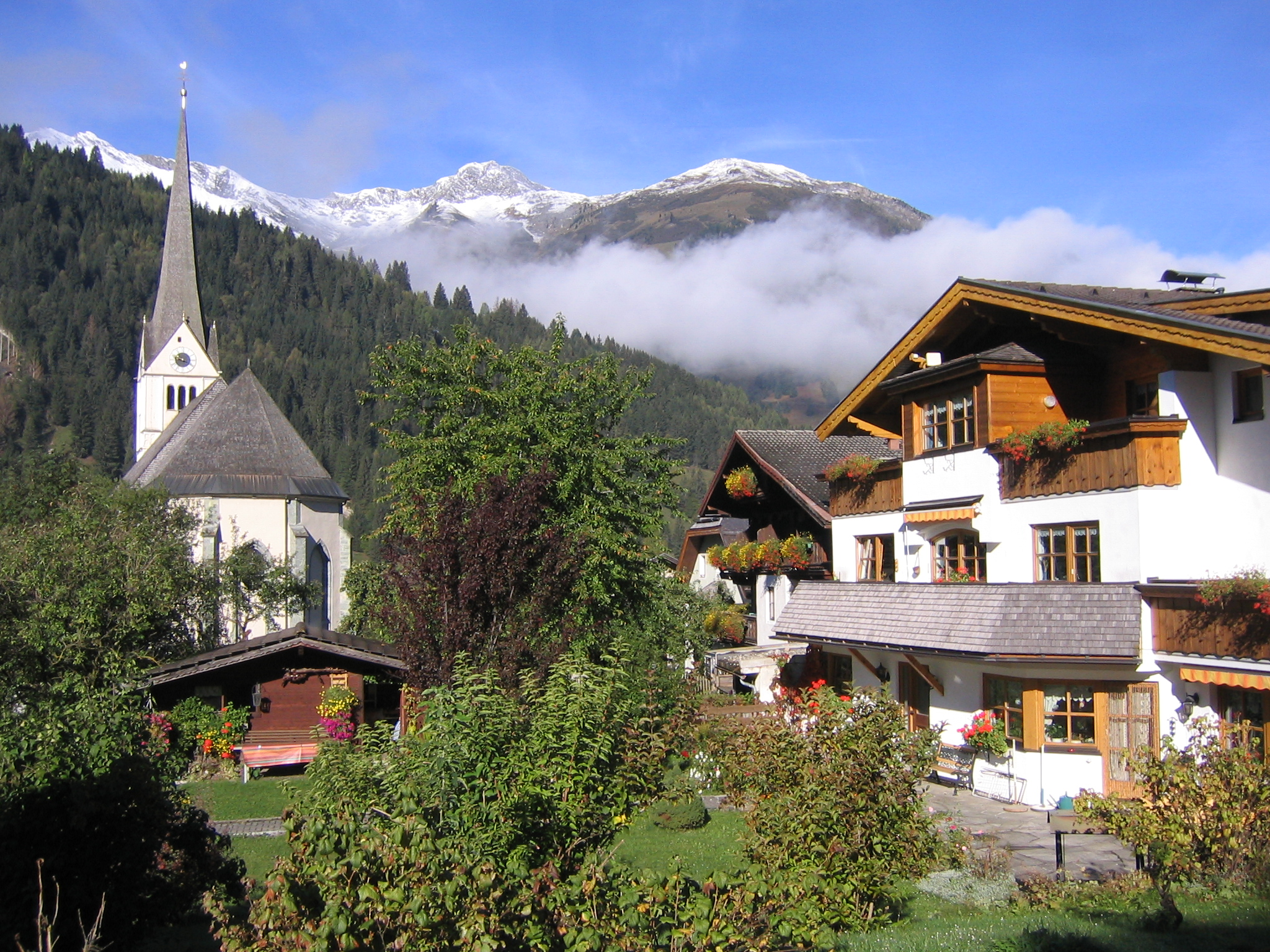

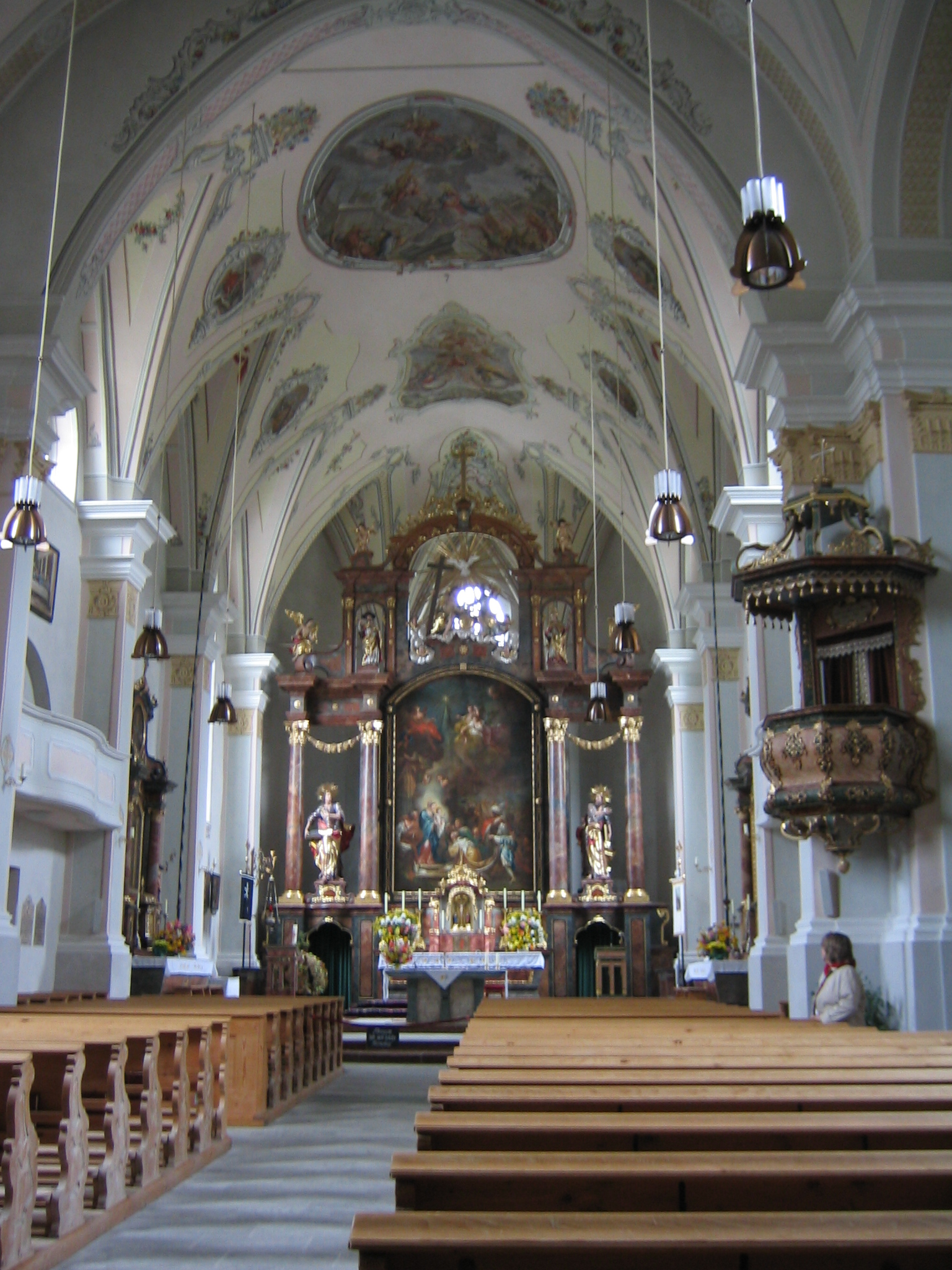

Входит в состав округа Целль-ам-Зе.  Площадь общины составляет 253,14 км², население — 3019 человек (1 января 2021), плотность населения — 12 чел./км². Официальный код  —  50617.

## Население
| Год  | Численность |
| ---- | ----------- |
| 1869 | 1760        |
| 1889 | 1856        |
| 1890 | 1841        |
| 1900 | 1864        |
| 1910 | 1895        |
| 1923 | 1875        |
| 1934 | 2019        |
| 1939 | 1955        |
| 1951 | 2261        |
| 1961 | 2328        |
| 1971 | 2544        |
| 1981 | 2749        |
| 1991 | 2957        |
| 2001 | 3107        |
| 2011 | 3064        |
| 2021 | 3019        |

## Политическая ситуация
Бургомистр коммуны — Роберт Райтер (АНП) по результатам выборов 2004 года.
Совет представителей коммуны (нем. Gemeinderat) состоит из 19 мест.
- АНП занимает 9 мест.
- местный список: 7 мест.
- СДПА занимает 3 места.

## Известные уроженцы
В Раурисе родилась известная австрийская горнолыжница двукратная чемпионка мира Ульрике Майер.